# کتاب مراثی

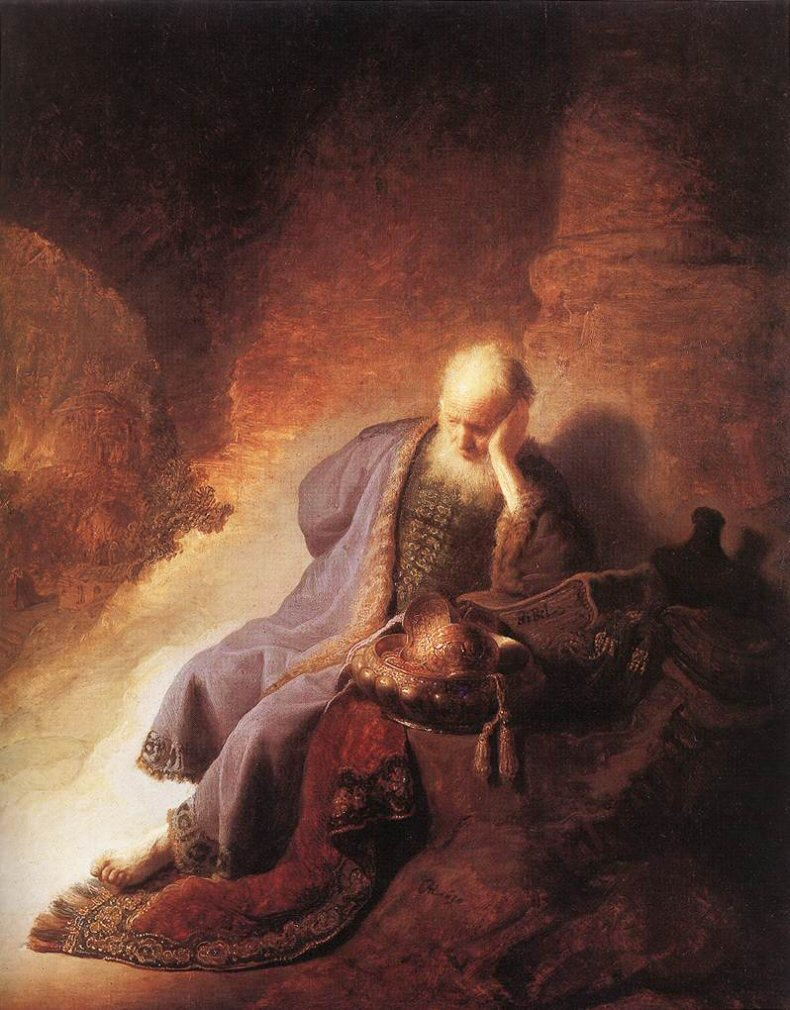
ارمیا پیامبر

کتاب مراثی(عبری:איכה اِیکا به معنی «کجا» یا «چطور») یکی از بخش‌های عهد عتیق در انجیل و کتوبیم در تنخ یهودی است که نگاشتن آن از قدیم به ارمیا پیامبر بنی‌اسرائیل نسبت داده شده‌است. ارمیا داوری اورشلیم و ویرانی معبد سلیمان و اسارت یهویاکین را شاهد بوده است و در این کتاب آن را به تصویر کشیده‌است. این کتاب در بین سال‌های ۵۸۶ قبل از میلاد تا ۵۱۶ قبل از میلاد نگاشته شده‌است. تمام کتاب به صورت شعر عبری‌است. امروزه نیز برخی یهودیان، کتاب مراثی را در روز نهم ماه آب، تاریخ خرابی هیکل سلیمان، در کنار دیوار غربی اورشلیم با صدای بلند می‌خوانند.